# Steam Awards
Steam Awards (trad.: Prêmios Steam; também chamado de The Steam Awards) é uma uma premiação anual promovida pela Valve Corparation através da Steam, sua plataforma de distribuição digital. A Steam Awards premia jogos a partir do voto dos usuários da plataforma Steam. A premiação também já premiou um estúdio de desenvolvimento, ocorreu apenas uma vez, em 2018, e o estúdio vencedor foi o CD Projekt Red.

## Formato
Os concorrentes são selecionados em duas fases: na primeira fase, a Valve seleciona uma série de categorias, atípicas daquelas usadas na maioria dos prêmios de jogos, e permite que os usuários registrados na plataforma da Steam indique um jogo disponível na plataforma para essa categoria. Na segunda fase, a Valve analisa as indicações e abre uma votação final; a votação final é feita com os cinco jogos mais indicados em cada categoria. Após o período de votação, que ocorre simultaneamente com as promoções de final de ano, são anunciado os vencedores.

## Vencedores por edição
Abaixo, as listas dos vencedores de cada edição da premiação. Os vencedores aparecem em negrito no topo de cada lista, mais à esquerda que os outros títulos.

### 2016
A primeira premiação correu em 2016. O processo de seleção ocorreu entre os dias 23 a 29 de novembro de 2016, nesse período, foram recebidas 15 milhões de indicações, de acordo com a Steam.  A votação ocorreu de 22 a 30 de dezembro de 2016, e os vencedores foram anunciados em 31 de dezembro.
| "Vilão Que Mais Precisa de Um Abraço"                                                                             | "Eu Achava Esse Jogo Legal Antes d'Ele Ganhar um Prêmio"                                                 |
| --- | --- |
| - Portal 2 - Borderlands 2 - Dead by Daylight - Far Cry 3 - Far Cry 4                                             | - Euro Truck Simulator 2 - Paladins - Starbound - Stardew Valley - Unturned                              |
| "Teste do Tempo"                                                                                                  | "Só Mais Cinco Minutinhos"                                                                               |
| - The Elder Scrolls V: Skyrim - Age of Empires II HD - Sid Meier's Civilization V - Team Fortress 2 - Terraria    | - Counter-Strike: Global Offensive - Rocket League - Sid Meier's Civilization VI - Fallout 4 - Terraria  |
| "Eita Preula!" | "Melhor Jogo Dentro do Jogo"                                                                             |
| - Grand Theft Auto V - BioShock Infinite - Doom - Metal Gear Solid V: The Phantom Pain - The Witcher 3: Wild Hunt | - Grand Theft Auto V - Garry’s Mod - The Stanley Parable - Tabletop Simulator - The Witcher 3: Wild Hunt |
| "Não Estou Chorando, Tem Um Cisco no Meu Olho"                                                                    | "Melhor Uso de Um Animal de Fazenda"                                                                     |
| - The Walking Dead - Life Is Strange - To the Moon - This War of Mine - Undertale                                 | - Goat Simulator - ARK: Survival Evolved - Blood and Bacon - Farming Simulator 17 - Stardew Valley       |
| "Tiro, Porrada e Bomba"                                                                                           | "Relação de Amor e Ódio"                                                                                 |
| - Doom - BroForce - Just Cause 3 - Keep Talking and Nobody Explodes - Kerbal Space Program                        | - Dark Souls III - Darkest Dungeon - Dota 2 - Geometry Dash - Super Meat Boy                             |
| "Agora Eu Quero Relaxar"                                                                                          | "Melhor Com Amigos"                                                                                      |
| - Euro Truck Simulator 2 - Abzu - Cities Skylines - Mini Metro - Viridi                                           | - Left 4 Dead 2 - Don't Starve Together - Gang Beasts - Golf With Your Friends - Magicka                 |

### 2017
O processo de seleção ocorreu entre 22 a 28 de novembro de 2017. A votação ocorreu de 20 de dezembro de 2017 a 2 de janeiro de 2018, e os vencedores foram anunciados em 3 de janeiro de 2018.
| "Você Decide" | "Tô Neuvosor" |
| --- | --- |
| - The Witcher 3: Wild Hunt - Dishonored 2 - Divinity: Original Sin 2 - Life is Strange: Before the Storm - The Walking Dead: A New Frontier | - PlayerUnknown's Battlegrounds - Alien: Isolation - The Evil Within 2 - Outlast 2 - Resident Evil 7: Biohazard           |
| "Feito Com Amor" | "Suspensão de Descrença"                                                                                                  |
| - Warframe - Crusader Kings II - Team Fortress 2 - Titan Quest - Path of Exile                                                              | - Rocket League - Goat Simulator - Saints Row IV - South Park: The Fractured but Whole - Wolfenstein II: The New Colossus |
| "O Mundo Está Indo de Mal a Pior, Podemos Ser Todos Amigos?"                                                                                | "Gosto Sim, e Daí?" |
| - Stardew Valley - Abzû - Cities: Skylines - Slime Rancher - To the Moon                                                                    | - The Witcher - HuniePop - Gothic II - Mount & Blade: Warband - Rust                                                      |
| "Difícil de Descrever" | "Ninguém me Segura" |
| - Garry's Mod - Antichamber - Doki Doki Literature Club - Pony Island - The Stanley Parable                                                 | - Just Cause 3 - Broforce - Middle-earth: Shadow of War - Red Faction: Guerrilla - Total War: Warhammer II                |
| "Assombra o Meu Inconsciente" | "Alma de Vitrúvio" |
| - Counter-Strike: Global Offensive - Dark Souls III - Dota 2 - Factorio - Sid Meier's Civilization VI                                       | - Rise of the Tomb Raider - Bayonetta - Hellblade: Senua's Sacrifice - I am Bread - Nier: Automata                        |
| "Ihhhhhhhhhh, Meu Irmão" | "Melhor Trilha Sonora" (criação da comunidade)                                                                            |
| - The Evil Within 2 - Antichamber - CPU Invaders - Hotline Miami - Luna                                                                     | - Cuphead - Crypt of the Necrodancer - Nier: Automata - Transistor - Undertale                                            |
| "Melhor Do Que Eu Esperava" | |
| - Cuphead - Assassin's Creed Origins - Call of Duty: WWII - Hollow Knight - Sonic Mania                                                     | |

### 2018
O processo de indicação começou em 21 de novembro de 2018. Os finalistas foram revelados em dezembro daquele ano e os vencedores anunciados durante uma transmissão ao vivo através da Steam.tv em 8 de fevereiro de 2019. A categoria para premiar jogos de realidade virtual foi adiciona nesta edição.
| "Jogo do Ano" | "Jogo de Realidade Virtual do Ano" |
| --- | --- |
| - PlayerUnknown's Battlegrounds - Monster Hunter: World - Kingdom Come: Deliverance - Hitman 2 - Assassin's Creed Odyssey | - The Elder Scrolls V: Skyrim VR - VRChat - Beat Saber - Fallout 4 VR - Superhot VR                                                                        |
| "Feito Com Amor" | "Melhor Estúdio de Desenvolvimento" |
| - Grand Theft Auto V - Dota 2 - No Man's Sky - Path of Exile - Stardew Valley                                             | - CD Projekt Red - Bandai Namco Entertainment - Bethesda - Capcom - Digital Extremes - Klei - Paradox Interactive - Rockstar Games - Square Enix - Ubisoft |
| "Melhor Ambientação" | "Melhor Com Amigos" |
| - The Witcher 3: Wild Hunt - Subnautica - Shadow of the Tomb Raider - Far Cry 5 - Dark Souls III                          | - Tom Clancy's Rainbow Six Siege - Counter-Strike: Global Offensive - Payday 2 - Dead by Daylight - Overcooked! 2                                          |
| "Melhor História Alternativa"                                                                                             | "Mais Divertido Com Uma Máquina" |
| - Assassin's Creed Odyssey - Wolfenstein II: The New Colossus - Hearts of Iron IV - Civilization VI - Fallout 4           | - Rocket League - Euro Truck Simulator 2 - Nier: Automata - Factorio - Space Engineers                                                                     |

### 2019
O processo de indicação começou em 26 de novembro de 2019. Os finalistas foram revelados a partir de 11 de dezembro de 2019, com uma categoria por dia. Ao contrário dos anos anteriores, a elegibilidade para prêmios foi restrita pela data de lançamento, com apenas jogos lançados após novembro de 2018 podendo ser nomeados, exceto para a categoria "Labor of Love".  Os usuários puderam votar de 19 a 31 de dezembro, com os vencedores anunciados no último dia.
| "Jogo do Ano"                                                                                                | "Jogo de Realidade Virtual do Ano"                                                                  |
| --- | --------------------------------------------------------------------------------------------------- |
| - Sekiro: Shadows Die Twice - Destiny 2 - Devil May Cry 5 - Resident Evil 2 - Star Wars Jedi: Fallen Order   | - Beat Saber - Blade and Sorcery - Borderlands 2 VR - Five Nights at Freddy's: Help Wanted - Gorn   |
| "Feito Com Amor"                                                                                             | "Melhor Com Amigos"                                                                                 |
| - Grand Theft Auto V - Counter-Strike: Global Offensive - Dota 2 - Tom Clancy's Rainbow Six Siege - Warframe | - DayZ - Age of Empires II: Definitive Edition - Dota Underlords - Ring of Elysium - Risk of Rain 2 |
| "Jogabilidade Mais Inovadora"                                                                                | "Trama Excepcional"                                                                                 |
| - My Friend Pedro - Baba Is You - Oxygen Not Included - Planet Zoo - Slay the Spire                          | - A Plague Tale: Innocence - Disco Elysium - Far Cry New Dawn - Gears 5 - GreedFall                 |
| "Melhor Jogo que Você Joga Mal"                                                                              | "Estilo Visual Excepcional"                                                                         |
| - Mortal Kombat 11 - Code Vein - Hunt: Showdown - Mordhau - Remnant: From the Ashes                          | - Gris - Astroneer - Katana Zero - Subnautica: Below Zero - Total War: Three Kingdoms               |

### 2020
O processo de indicação começou em 25 de novembro de 2020, os selecionados para cada categoria foram anunciados diariamente a partir de 17 de dezembro de 2020. A votação ocorreu entre 22 de dezembro de 2020 até 3 de janeiro de 2021, quando os vencedores foram anunciados.
| "Jogo do Ano" | "Jogo de Realidade Virtual do Ano"                                                                        |
| --- | --- |
| - Red Dead Redemption 2 - Death Stranding - Doom Eternal - Fall Guys - Hades                                          | - Half-Life: Alyx - Phasmophobia - Star Wars: Squadrons - The Room VR: A Dark Matter - Thief Simulator VR |
| "Feito com Amor" | "Melhor Com Amigos"                                                                                       |
| - Counter-Strike: Global Offensive - Among Us - No Man's Sky - Terraria - The Witcher 3: Wild Hunt                    | - Fall Guys - Borderlands 3 - Deep Rock Galactic - Risk of Rain 2 - Sea of Thieves                        |
| "Estilo Visual Excepcional"                                                                                           | "Jogabilidade Mais Inovadora"                                                                             |
| - Ori and the Will of the Wisps - Battlefield V - Black Mesa - Marvel's Avengers - There Is No Game: Jam Edition 2015 | - Death Stranding - Control - Noita - Superliminal - Teardown                                             |
| "Melhor Jogo Que Você Joga Mal"                                                                                       | "Melhor Trilha Sonora"                                                                                    |
| - Apex Legends - Crusader Kings III - FIFA 21 - GTFO - Ghostrunner                                                    | - Doom Eternal - Halo: The Master Chief Collection - Helltaker - Need for Speed Heat - Persona 4 Golden   |
| "Trama Excepcional"                                                                                                   | "Relaxe e Aproveite"                                                                                      |
| - Red Dead Redemption 2 - Detroit: Become Human - Horizon Zero Dawn - Mafia: Definitive Edition - Metro Exodus        | - The Sims 4 - Factorio - Microsoft Flight Simulator - Satisfactory - Untitled Goose Game                 |

### 2021
A votação da edição de 2021 foi aberta em 22 de Dezembro de 2021 e encerrada em 03 de Janeiro de 2022, quando os vencedores foram anunciados. Na edição de 2021, pela primeira vez, a Steam não apresentou nenhuma mudança nas categorias, em relação à edição anterior. Também foi limitado que jogos vencedores no ano anterior não podiam ser indicados na mesma categoria novamente.
| "Jogo do Ano" | "Jogo de Realidade Virtual do Ano" |
| --- | --- |
| - Resident Evil Village - Valheim - New World - Cyberpunk 2077 - Forza Horizon 5                                     | - Cooking Simulator VR - Sniper Elite VR - Medal of Honor: Above and Beyond - I Expect You To Die 2 - Blair Witch VR                                                 |
| "Feito com Amor" | "Melhor Com Amigos" |
| - Terraria - Dota 2 - Rust - No Man's Sky - Apex Legends                                                             | - It Takes Two - Valheim - Back 4 Blood - Halo Infinite - Crab Game                                                                                                  |
| "Estilo Visual Excepcional"                                                                                          | "Jogabilidade Mais Inovadora" |
| - Forza Horizon 5 - Psychonauts 2 - Subnautica: Below Zero - Little Nightmares 2 - Bright Memory: Infinite           | - Deathloop - Inscryption - Twelve Minutes - 笼中窥梦 Moncage - Loop Hero                                                                                            |
| "Melhor Jogo Que Você Joga Mal"                                                                                      | "Melhor Trilha Sonora" |
| - Nioh 2 - The Complete Edition - World War Z Aftermath - Naraka: Bladepoint - Age of Empires IV - Battlefield 2042  | - Marvels Guardians of the Galaxy - NieR Replicant ver122474487139 - Persona 5 Strikers - Guilty Gear Strive - Demon Slayer Kimetsu no Yaiba The Hinokami Chronicles |
| "Trama Excepcional"                                                                                                  | "Relaxe e Aproveite" |
| - Cyberpunk 2077 - Life Is Strange: True Colors - Resident Evil Village - Days Gone - Mass Effect: Legendary Edition | - Farming Simulator 22 - Unpacking - Potion Craft Alchemist Simulator - Townscaper - Dorfromantik                                                                    |

### 2022
O processo de indicação se iniciou em 22 de novembro 2022, quando também foram anunciadas as categorias, que se diferiram da edição do ano anterior apenas pela adição da categoria "Melhor Jogo para Viagem", e foi finalizado no dia 29 do mesmo mês e ano. Os selecionados foram anunciados no dia 18 de dezembro de 2022, e a votação se deu entre 22 e 29 de dezembro. Em 3 de janeiro de 2023, os vencedores foram anunciados.
| "Jogo do Ano" | "Jogo de Realidade Virtual do Ano"                                                                                                   |
| --- | --- |
| - Elden Ring - Dying Light 2 Stay Human - Stray - God of War: Ragnarök - Call of Duty: Modern Warfare 2                                                        | - Hitman 3 - BONELAB - Green Hell VR - Among Us VR - Inside the Backrooms                                                            |
| "Feito com Amor" | "Melhor Com Amigos" |
| - Cyberpunk 2077 - Dota 2 - Project Zomboid - No Man’s Sky - Deep Rock Galactic                                                                                | - Raft - Ready or Not - Monster Hunter Rise - MultiVersus - Call of Duty: Modern Warfare II                                          |
| "Estilo Visual Excepcional" | "Jogabilidade Mais Inovadora" |
| - Spider-Man: Miles Morales - Scorn - Bendy and the Dark Revival - Cult of the Lamb - Kena: Bridge of Spirits                                                  | - Stray - Mount & Blade II: Bannerlord - Teardown - Neon White - Dome Keeper                                                         |
| "Melhor Jogo Que Você Joga Mal" | "Melhor Trilha Sonora" |
| - Elden Ring - GTFO - Victoria 3 - Total War: WARHAMMER III - FIFA 23                                                                                          | - Final Fantasy VII Remake Intergrade - Metal: Hellsinger - Sonic Frontiers - Persona 5 Royal - Hatsune Miku: Project DIVA Mega Mix+ |
| "Trama Excepcional" | "Relaxe e Aproveite" |
| - God of War: Ragnarök - A Plague Tale: Requiem - Uncharted: Legacy of Thieves Collection - The Stanley Parable: Ultra Deluxe - Marvel's Spider-Man Remastered | - LEGO Star Wars: The Skywalker Saga - PowerWash Simulator - Disney Dreamlight Valley - Dorf Romantik - Slime Rancher 2              |
| "Melhor Jogo para Viagem" | |
| - Death Stranding: Director's Cut - Yu-Gi-Oh! Master Duel - Vampire Survivors - Brotato - MARVEL SNAP                                                          | |

### 2023
O processo de indicação ocorreu de 21 a 28 de novembro de 2023. A única mudança nas categorias anunciadas em relação à edição anterior foi a substituição da categoria "Melhor Jogo para Viagem" por "Melhor Jogo para Steam Deck". Os indicados foram anunciados em 17 de dezembro, com a votação acontecendo de 21 de dezembro de 2023 a 2 de janeiro de 2024, quando os vencedores foram anunciados. Alguns jornalistas destacaram alguns vencedores, como Red Dead Redemption 2 (premiado por suporte contínuo apesar do jogo não receber nenhuma atualização importante desde 2020) e Starfield (premiado por inovação apesar de ser mal recebido no Steam). Alguns suspeitaram que os votos foram sarcásticos ou irônicos, enquanto outros os consideraram como consequência da votação dos fãs.
| "Jogo do Ano"                                                                                     | "Jogo de realidade virtual do ano"                                                              |
| ------------------------------------------------------------------------------------------------- | ----------------------------------------------------------------------------------------------- |
| - Baldur's Gate III - EA Sports FC 24 - Hogwarts Legacy - Lethal Company - Resident Evil 4        | - Labyrinthine - F1 23 - Ghosts of Tabor - Gorilla Tag - I Expect You To Die 3                  |
| "Feito com amor"                                                                                  | "Melhor com amigos"                                                                             |
| - Red Dead Redemption 2 - Apex Legends - Dota 2 - Rust - Deep Rock Galactic                       | - Lethal Company - Sunkenland - Sons of the Forest - Warhammer 40,000: Darktide - Party Animals |
| "Estilo visual excepcional"                                                                       | "Jogabilidade mais inovadora"                                                                   |
| - Atomic Heart - Darkest Dungeon II - High on Life - Cocoon - Inward                              | - Starfield - Your Only Move is Hustle - Remnant 2 - Contraband Police - Shadows of Doubt       |
| Melhor jogo que você joga mal                                                                     | Melhor trilha sonora                                                                            |
| - Sifu - Lords of the Fallen - Overwatch 2 - EA Sports FC 24 - Street Fighter 6                   | - The Last of Us Part I - Hi-Fi Rush - Persona 5 Tactica - Chants of Sennaar - Pizza Tower      |
| Trama excepcional                                                                                 | Relaxe e aproveite                                                                              |
| - Baldur's Gate III - Love is all Around - Star Wars Jedi: Survivor - Lies of P - Resident Evil 4 | - Dave the Diver - Cities: Skylines II - Train Sim World 4 - Potion Craft - Coral Island        |
| "Melhor jogo no Steam Deck"                                                                       |                                                                                                 |
| - Hogwarts Legacy - Diablo IV - The Outlast Trials - Brotato - Dredge                             |                                                                                                 |